# Стадион Фехервари ут
Стадион Фехервари ут (мађ. Fehérvári úti Stadion), је стадион у Мезекевешду, Мађарска.  Стадион се највише користи за клупски фудбал. Користи га ФК Мезекевешд СЕ. Стадион прима до 5.000 гледалаца, седење плус стајање.

## Историја
Мађарска влада је дала 400 милиона форинти за реконструкцију стадиона, што је покрило трошкове реконструкције трибина.
Реновиран стадион је отворен 5. јуна 2016. године.

## Галерија
- Стадион пре реконструкције 2015.
- Пакш-Диошђер 15. децембра 2018.